# Rick Grimes
Rick Grimes az amerikai készítésű The Walking Dead című horror képregény, valamint az abból készült The Walking Dead televíziós sorozat egyik főszereplője. A karakter megalkotója Robert Kirkman, rajzolója Tony Moore. A sorozatban Andrew Lincoln alakítja. A képregénynek és a sorozatnak is az első részében jelenik meg.

## Leírása
A történet elején Rick Grimes kisvárosi seriffhelyettes, aki kómából felébredve tudja meg, hogy a világot ellepték a zombik. Amikor megerősödik, elindul megkeresni a családját. Miután autójából kifogy az üzemanyag, egy farmról, ahol a tulajdonosok öngyilkosságot követtek el, elvisz egy lovat, amellyel Atlantába lovagol. A városban megtámadják a járkálók, akiktől egy Glenn nevű fiatalember menti meg. Glenn később elviszi Ricket a táborukba, ahol megtalálja családját: feleségét, Lorit és a fiukat, Carlt.
Egy támadást követően a csoport Rick vezetésével elhagyja a tábort biztonságosabb menedéket keresve. Az út során Rick fiát, Carlt véletlenül lelövi egy Otis nevű ember, ezért elmennek Hershel Greene-hez, aki meg tudja gyógyítani. Míg a fia lábadozik, ottmaradhat a csoportjával a Green farmon. Beilleszkednek, igaz, nem zökkenőmentesen. Egy ideig itt tengődnek, míg le nem rohanja őket egy zombihorda. Elvesztenek pár embert, és Rick rákényszerül, hogy megölje legjobb barátját, Shane-t, mert az teljesen elveszti a józan eszét.

## Megjelenések
= Főszereplő.
     = Az évadnak nem volt több része.
     = Nem szerepelt az epizódban.
| Megjelenések | Epizódok | Epizódok | Epizódok | Epizódok | Epizódok | Epizódok | Epizódok | Epizódok | Epizódok | Epizódok | Epizódok | Epizódok | Epizódok | Epizódok | Epizódok | Epizódok | Epizódok | Epizódok | Epizódok | Epizódok | Epizódok | Epizódok | Epizódok | Epizódok | Epizódok |
| Megjelenések | 1        | 2        | 3        | 4        | 5        | 6        | 7        | 8        | 9        | 10       | 11       | 12       | 13       | 14       | 15       | 16       | 17       | 18       | 19       | 20       | 21       | 22       | 23       | 24       | Összesen |
| ------------ | -------- | -------- | -------- | -------- | -------- | -------- | -------- | -------- | -------- | -------- | -------- | -------- | -------- | -------- | -------- | -------- | -------- | -------- | -------- | -------- | -------- | -------- | -------- | -------- | -------- |
| 1. évad      |          |          |          |          |          |          |          |          |          |          |          |          |          |          |          |          |          |          |          |          |          |          |          |          | 6        |
| 2. évad      |          |          |          |          |          |          |          |          |          |          |          |          |          |          |          |          |          |          |          |          |          |          |          |          | 13       |
| 3. évad      |          |          |          |          |          |          |          |          |          |          |          |          |          |          |          |          |          |          |          |          |          |          |          |          | 15       |
| 4. évad      |          |          |          |          |          |          |          |          |          |          |          |          |          |          |          |          |          |          |          |          |          |          |          |          | 11       |
| 5. évad      |          |          |          |          |          |          |          |          |          |          |          |          |          |          |          |          |          |          |          |          |          |          |          |          | 14       |
| 6. évad      |          |          |          |          |          |          |          |          |          |          |          |          |          |          |          |          |          |          |          |          |          |          |          |          | 14       |
| 7. évad      |          |          |          |          |          |          |          |          |          |          |          |          |          |          |          |          |          |          |          |          |          |          |          |          | 10       |
| 8. évad      |          |          |          |          |          |          |          |          |          |          |          |          |          |          |          |          |          |          |          |          |          |          |          |          | 15       |
| 9. évad      |          |          |          |          |          |          |          |          |          |          |          |          |          |          |          |          |          |          |          |          |          |          |          |          | 5        |
| 10. évad     |          |          |          |          |          |          |          |          |          |          |          |          |          |          |          |          |          |          |          |          |          |          |          |          | 0        |
| 11. évad     |          |          |          |          |          |          |          |          |          |          |          |          |          |          |          |          |          |          |          |          |          |          |          |          | 1        |
| Összesen:    |          |          |          |          |          |          |          |          |          |          |          |          |          |          |          |          |          |          |          |          |          |          |          |          | 104      |

## Érdekességek
Rick elvesztette volna a karját a sorozatban is, de elvetették az ötletet azzal az indokkal, hogy: „túl sok CGI-t érdemelne, és nem lennének izgalmasak az akciódús jelenetek”.

## Elismerések
Rick Grimest nevezték a top 26 képregényhős kategóriában.